# 菲力帕斯篇
《菲力帕斯篇》是柏拉圖的一篇哲學對話，通常歸於其晚期作品，對話的主題是「享樂」。文中，蘇格拉底與代表享樂主義哲學的菲力帕斯討論享樂的道德，後者則讓他的支持者、智辯家普洛塔耳科斯捍衛他的論點。儘管對話的主題是關於倫理學，雙方在文中花費很長的篇幅討論了一系列關於「一與多」「存在的四元素」等本體論和辯證法的話題，代表了晚期柏拉圖在這些領域的思想。